# 锡西
锡西（法語：Sissy，法語發音：[sisi]）是法国上法蘭西大區埃纳省的一个市镇，属于圣康坦区。

## 地理
锡西（49°48'13"N, 3°25'47"E）面积10.76 平方千米，位于法国上法蘭西大區埃纳省，该省份为法国北部内陆省份，北起北部省，西接索姆省和瓦兹省，东临阿登省和马恩省，西南至塞纳-马恩省，东北部与比利时接壤。
与锡西接壤的市镇（或旧市镇、城区）包括：瓦兹河畔沙蒂永、伊唐库尔、梅尼勒圣洛朗、瓦兹河畔梅济耶尔、讷维尔圣阿芒、勒尼、里布蒙、特内勒。

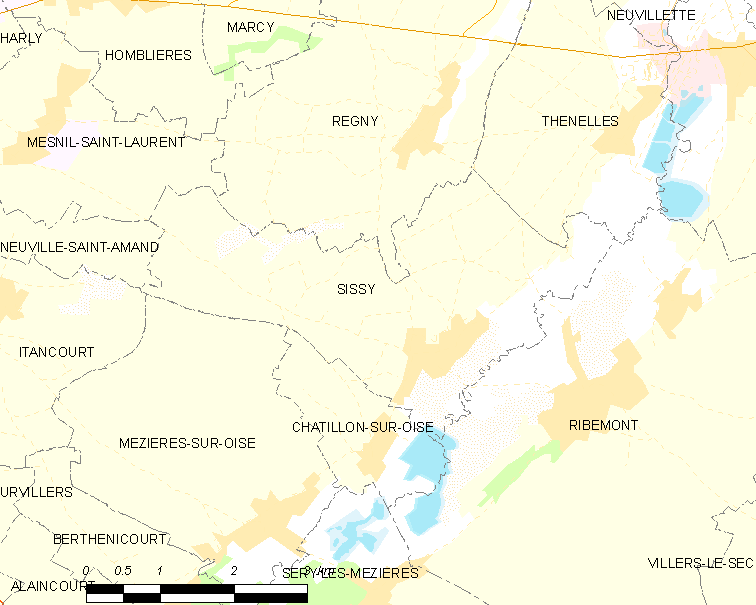
锡西的OSM定位图

锡西的时区为UTC+01:00、UTC+02:00（夏令时）。

## 行政
锡西的邮政编码为02240，INSEE市镇编码为02721。

## 政治
锡西所属的省级选区为里布蒙县。

## 人口

1962-2008年间锡西人口变化图示

锡西于2022年1月1日时的人口数量为490人。